# Вемперз Спортс Атлетік Драматік Клаб
Футбольний клуб «Вемперз Спортс Атлетік Драматік Клаб» (англ. Vempers Sports Athletic Dramatic Club), також відомий під скороченою назвою ВАСДК — сентлюсійський професійний футбольний клуб із міста Кастрі. Клуб був заснований у 1951 році, та грає в Першому дивізіоні Сент-Люсії, найвищому футбольному дивізіоні країни. «Вемперз Спортс Атлетік Драматік Клаб» є одним із найтитулованіших клубів країни, клуб 9 разів ставав чемпіоном країни, та двічі ставав володарем Кубка Сент-Люсії.

## Титули і досягнення
- Чемпіон Сент-Люсії (9): 1982, 1984, 1985, 1986, 1998, 2001, 2002, 2011, 2012
- Володар Кубка Сент-Люсії (2): 2001, 2002
- Володар Кубка Президента Сент-Люсії (1): 2016